# 圣莱热迪马尔济约
圣莱热迪马尔济约（法語：Saint-Léger-du-Malzieu，法語發音：[sɛ̃ leʒe dy malzjø]）是法国洛泽尔省的一个市镇，属于芒德区。

## 地理
圣莱热迪马尔济约（44°53'17"N, 3°18'35"E）面积18.92 平方千米，位于法国奧克西塔尼大區洛泽尔省，该省份为法国南部内陆省份，北起上盧瓦爾省和康塔爾省，西接阿韦龙省，南至加尔省，东临阿尔代什省。
与圣莱热迪马尔济约接壤的市镇（或旧市镇、城区）包括：瑞利扬日、圣普里瓦迪福、勒马尔济约福兰、勒马尔济约维尔、布拉维尼亚克、绍亚克。
圣莱热迪马尔济约的时区为UTC+01:00、UTC+02:00（夏令时）。

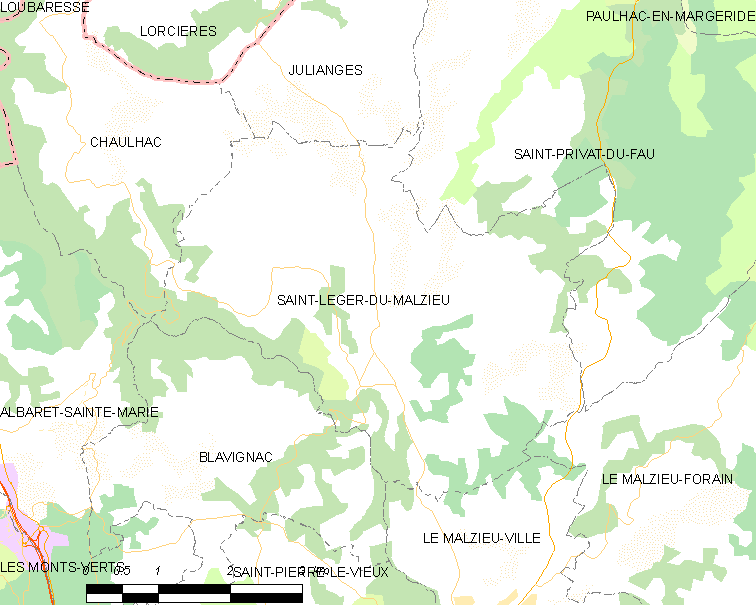
圣莱热迪马尔济约的OSM定位图

## 行政
圣莱热迪马尔济约的邮政编码为48140，INSEE市镇编码为48169。

## 政治
圣莱热迪马尔济约所属的省级选区为利马尼奥勒河畔圣阿尔邦县。

## 人口

1962-2008年间圣莱热迪马尔济约人口变化图示

圣莱热迪马尔济约于2022年1月1日时的人口数量为211人。